# Rheinau (Baden)
Rheinau település Németországban, azon belül Baden-Württembergben. Lakosainak száma 11 365 fő (2023. december 31.). Rheinau Kehl, Lichtenau, Achern, Renchen és Appenweier községekkel határos.

## Népesség
A település népessége az elmúlt években az alábbi módon változott:
| Lakosok száma | 8525 | 9076 | 9335 | 9305 | 9877 | 10 468 | 10 641 | 11 135 | 10 997 | 11 365 |
|               | 1961 | 1968 | 1974 | 1981 | 1987 | 1994   | 2000   | 2007   | 2013   | 2023   |